# Marie Heurtin - Dal buio alla luce
Marie Heurtin - Dal buio alla luce (Marie Heurtin) è un film del 2014 diretto da Jean-Pierre Améris.
Il film si ispira alla vera storia di Marie Heurtin. La donna rimarrà all'istituto di Larnay fino alla morte, avvenuta all'età di 36 anni, insegnando alle ragazze sordo-cieche arrivate dopo di lei.

## Trama
Francia 1897. Nata sorda e cieca, la quattordicenne Marie Heurtin viene portata dal disperato padre all'istituto di Larnay e viene presa in cura dalla giovane suor Marguerite (nella versione originale francese Sainte-Marguerite) che cerca di fare il possibile per "farla uscire dal buio che l'avvolge", nonostante lo scetticismo della madre superiora. Dopo un primo difficile periodo, le due diventano amiche tanto che l'allontanamento di suor Marguerite per motivi di salute getta nello sconforto Marie. La suora tornerà e, anche se la malattia la porterà alla morte, riuscirà a finire le lezioni con Marie.